# Le Petit Journal
Le Petit Journal war eine Pariser Zeitung, die von 1863 bis 1944 täglich erschien. Die Tageszeitung wurde 1863 von Moïse Polydore Millaud gegründet. Um die Jahrhundertwende wurde die französische Presselandschaft von vier Zeitungen dominiert. Diese waren Le Petit Journal, Le Petit Parisien (1876), Le Matin (1885) und Le Journal (1892). Sie stehen für die Hochblüte des goldenen Zeitalters der französischen Presse.

## Geschichte
Der Bankier und Unternehmer Moïse Polydore Millaud (* 27. August 1813 in Bordeaux) gründete bereits 1833 seine erste Zeitung Le Lutin in Bordeaux.
Millaud hatte sich zum Ziel gesetzt, dass seine neue Zeitung Le Petit Journal sich von anderen Zeitungen der damaligen Zeit im Wesentlichen im Preis und der Erscheinungsform unterscheiden sollte. Von Anfang an bestand Millauds Ziel darin, eine so hohe Auflage wie möglich zu erreichen.
Die wesentlichen Ziele waren, sich nicht auf die üblichen politischen Themen zu fixieren. Millaud gab seinen Reportern Anweisung auf die Straße zu gehen, um von der öffentlichen Meinung zu lernen. Fortsetzungsartikel, Verschiedenes, Kriminalgeschichten, internationale Verwicklungen, Horoskop und Sensationen wurden in der Zeitung veröffentlicht, um die Leser zum Kauf der nächsten Ausgabe zu binden. Indem er die Veröffentlichung politischer Nachrichten vermied, umging Millaud auch die Zeitungssteuer von zehn Centimes und war somit in der Lage den Preis auf fünf Centimes für seine Zeitung festzusetzen. Damit machte er Le Petit Journal auch für Einkommensschwache zugänglich.

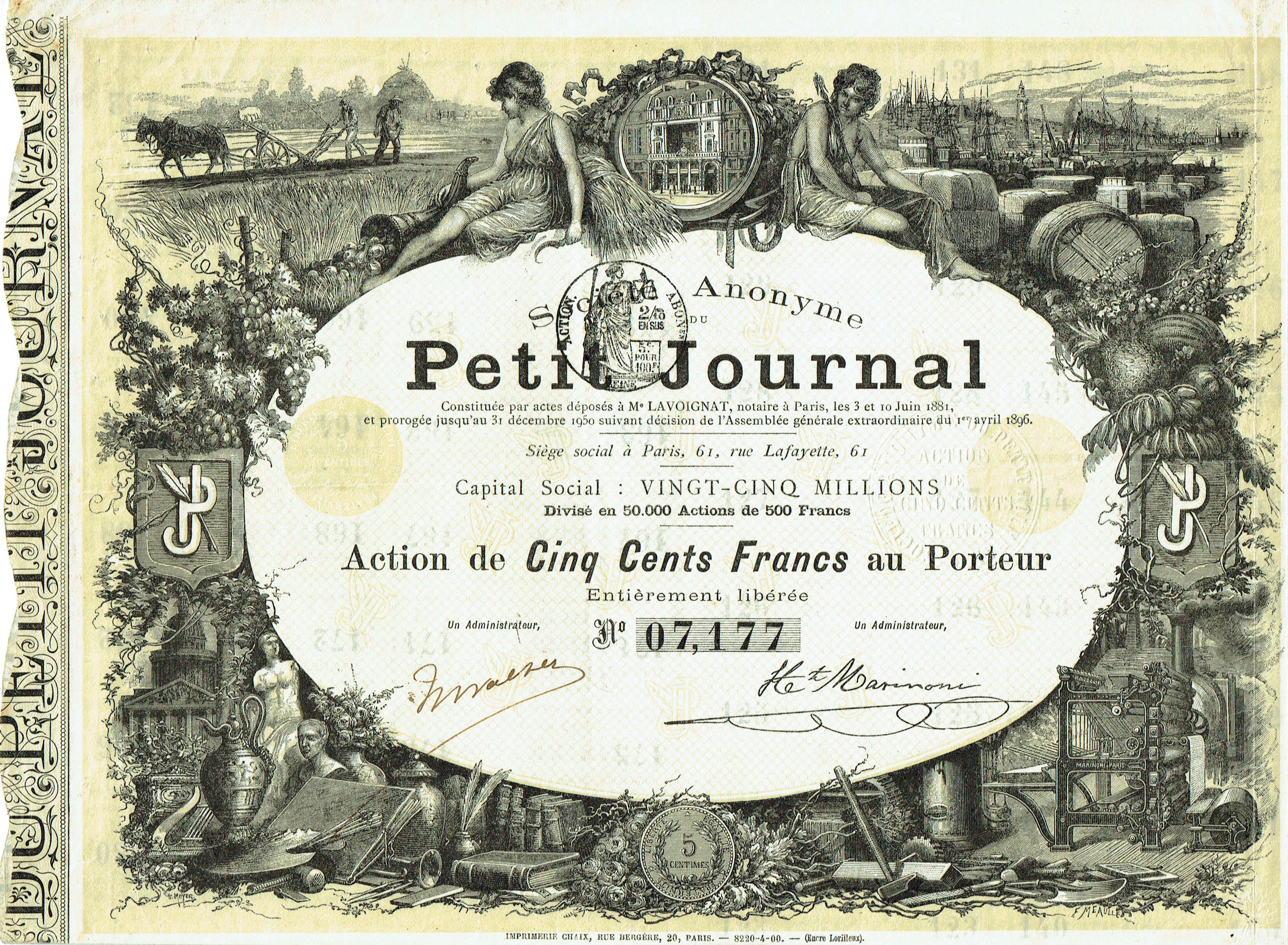
Aktie über 500 Francs der SA du Petit Journal vom 1. April 1896

Die erste Ausgabe des Le Petit Journal erschien am 31. Januar 1863 und war bereits im Oktober mit mehr als 83.000 Exemplaren im Zeitschriftenhandel die auflagenstärkste Zeitung seinerzeit in Paris. Die hauptsächliche Vertriebsart des Le Petit Journal war nicht mehr das Abonnement wie bei anderen Mitbewerbern, sondern der Einzelverkauf. Le Petit Journal erschien auch in einem anderen und handlichen Format (43 × 30 cm) gegenüber den Wettbewerbern und zu einem deutlich niedrigen Preis. Während die anderen Zeitungen damals zwischen 15 und 20 Centimes kosteten, verkaufte Le Petit Journal ihre Zeitung für fünf Centimes (frz. einen „sou“). Manche Wertpapiere der Zeitung Le Petit Journal zeigen im unteren Blattrand ein 5 Centimes Geldstück (siehe nebenstehende Aktienabbildung). Es wurde zum Markenzeichen des Le Petit Journal.
1869 konnte Le Petit Journal mit der Artikelserie über den achtfachen Mörder Jean-Baptiste Troppmann ihre September-Auflage von rund 357.000 bis auf 594.000 Exemplare steigern. Die Affäre Troppmann führte zum Durchbruch des Le Petit Journal.
Bis zu seinem Tode schrieb Millaud selbst unter dem Pseudonym Duallim Artikel in seinen Zeitungen. Millaud verstarb am 13. Oktober 1871 in Paris.
Nach Millauds Tod im Jahr 1871 übernahm zunächst Émile de Girardin die Verlagsleitung. 1882 wurde Le Petit Journal von Hippolyte Auguste Marinoni übernommen. Marinoni war nicht nur ein Experte für Druckmechanisierung, sondern auch ein Zeitungsmanager. 1883 beauftragte Marinoni Pierre Giffard mit der Aufgabe, die Nachrichtenredaktion umzugestalten. Giffard führte ein erfolgreiches Tagebuch, welches unter dem Pseudonym Jean Sans Terre im Le Petit Journal veröffentlicht wurde. 1884 erschien eine wöchentliche illustrierte Beilage. Die Farbdarstellung war eine Innovation des Le Petit Journal, mit zusätzlichen Titelseiten in Farbe, die Unfällen, Verbrechen und Tragödien zeigte. Der Formatunterschied (43 × 30) wurde 1890 aufgegeben, Palmer begründet dies mit der Abschaffung der Papiersteuer 1886. Giffard begann öffentliche Werbeaktionen für die Zeitung zu organisieren.
- 1891, das erste Langstrecken-Fahrradrennen Paris–Brest–Paris
- 1892, den 380 km Marathon Paris-Belfort[10]
- 1894, das weltweit erste Autorennen Paris–Rouen[11]
- 1896, den ersten Paris-Marathon über 40 Kilometer

Zu jeder Veranstaltung berichtete Le Petit Journal in einer Serie von Artikeln. Die Öffentlichkeit verfolgte so die Rennen und ihre Teilnehmer in den über sie herausgegebenen Editionen. Die Auflage stieg stetig.

Titelblätter (Auswahl)
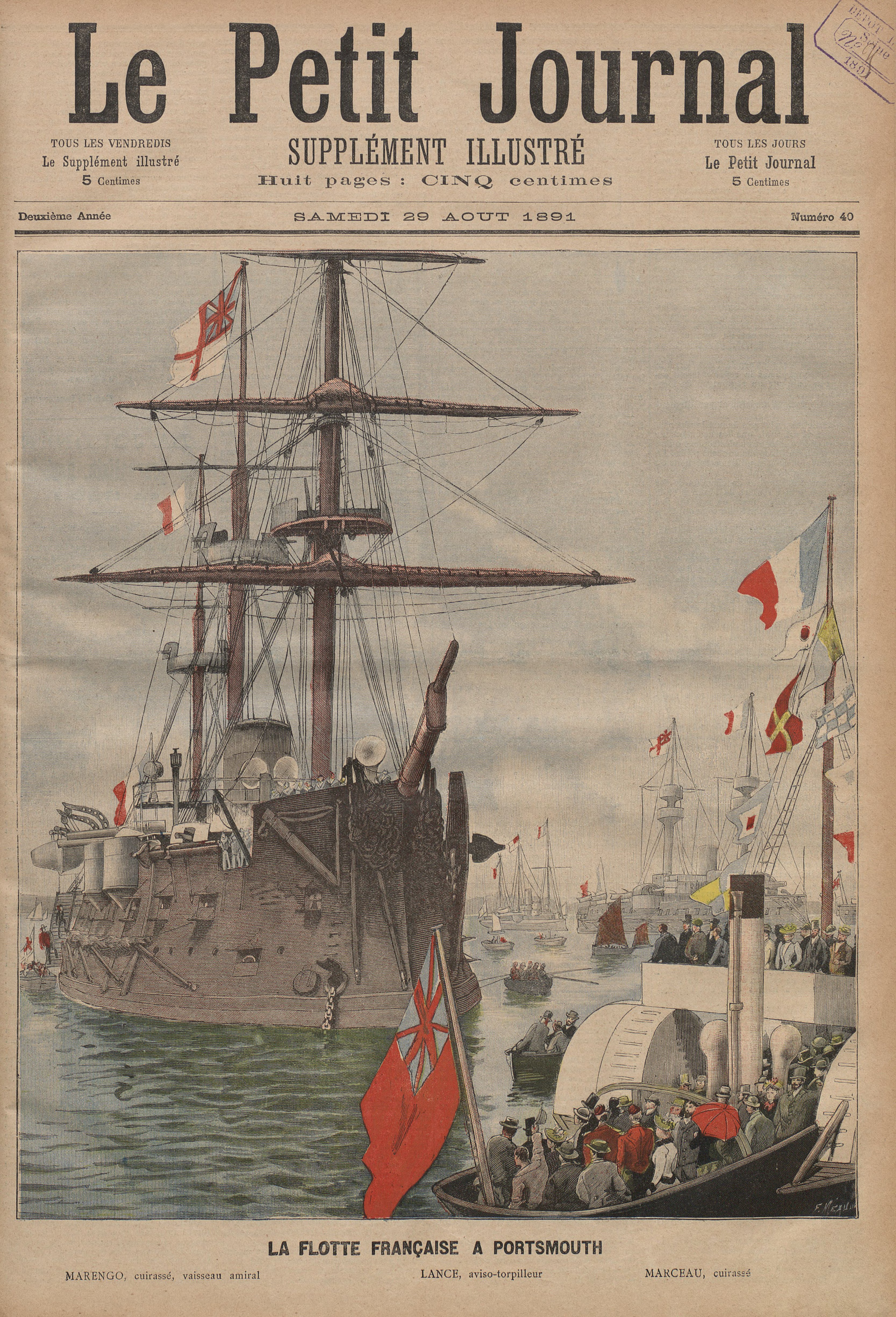
Schlachtschiff Marengo in Portsmouth
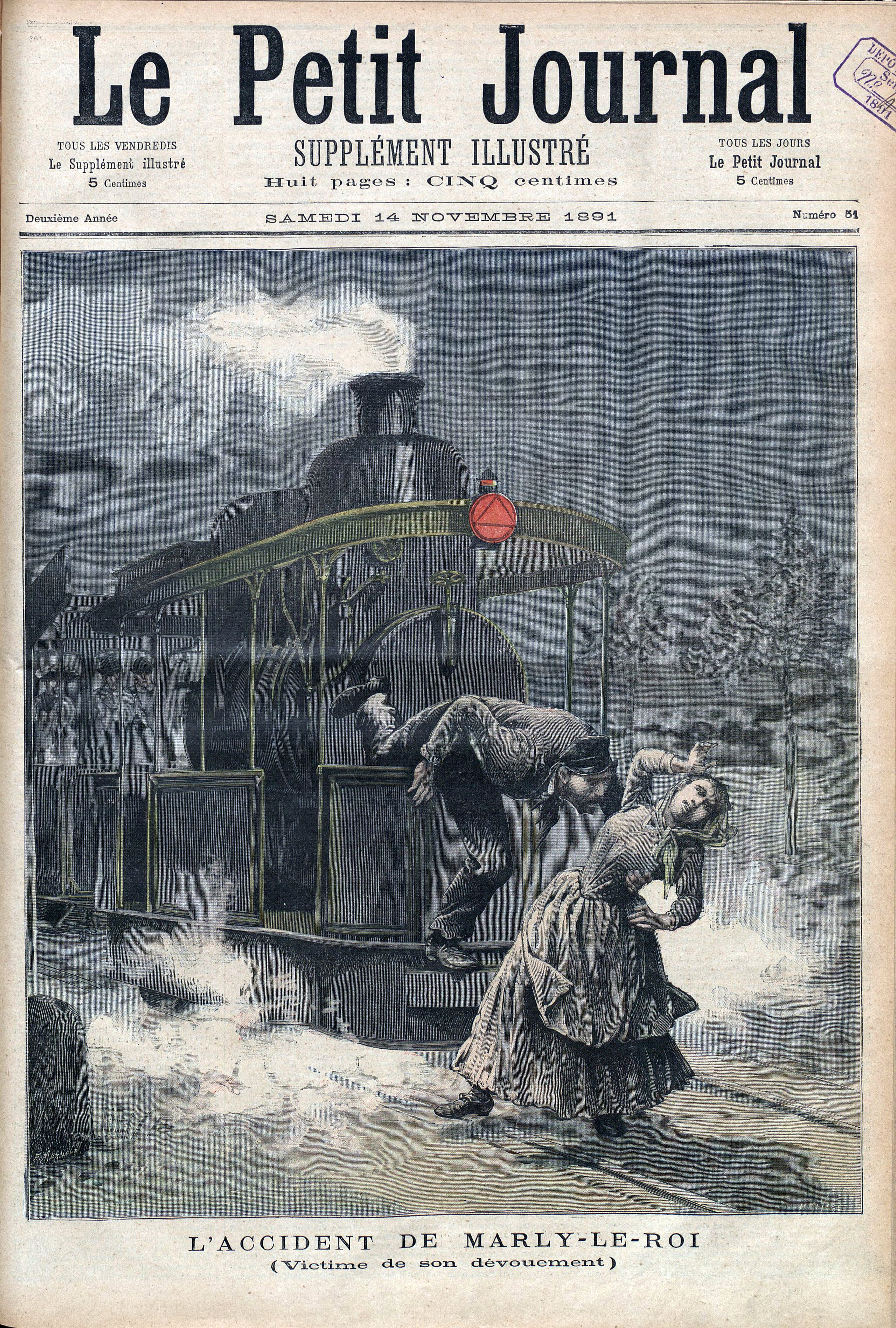
Unfall 1891 in Marly-le-Roi
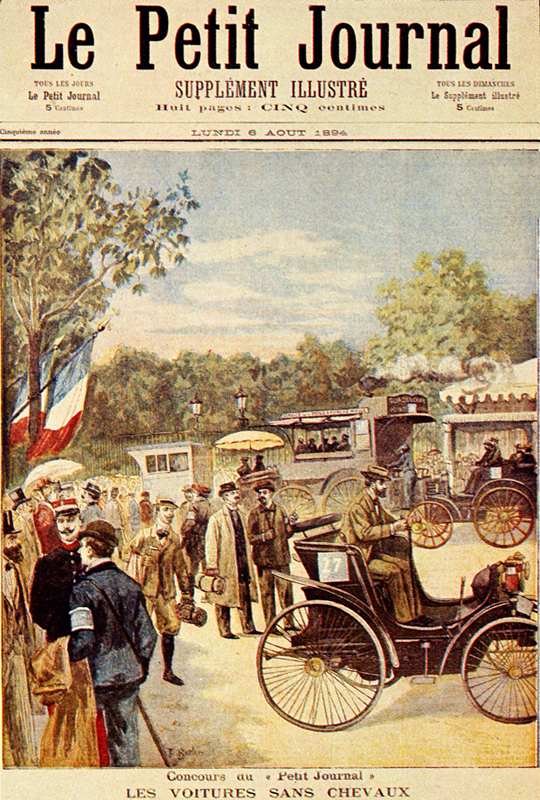
Das Titelblatt der Ausgabe vom 6. August 1894 zeigt die Ausstellung der Teilnehmerfahrzeuge vor der Wettfahrt Paris-Rouen
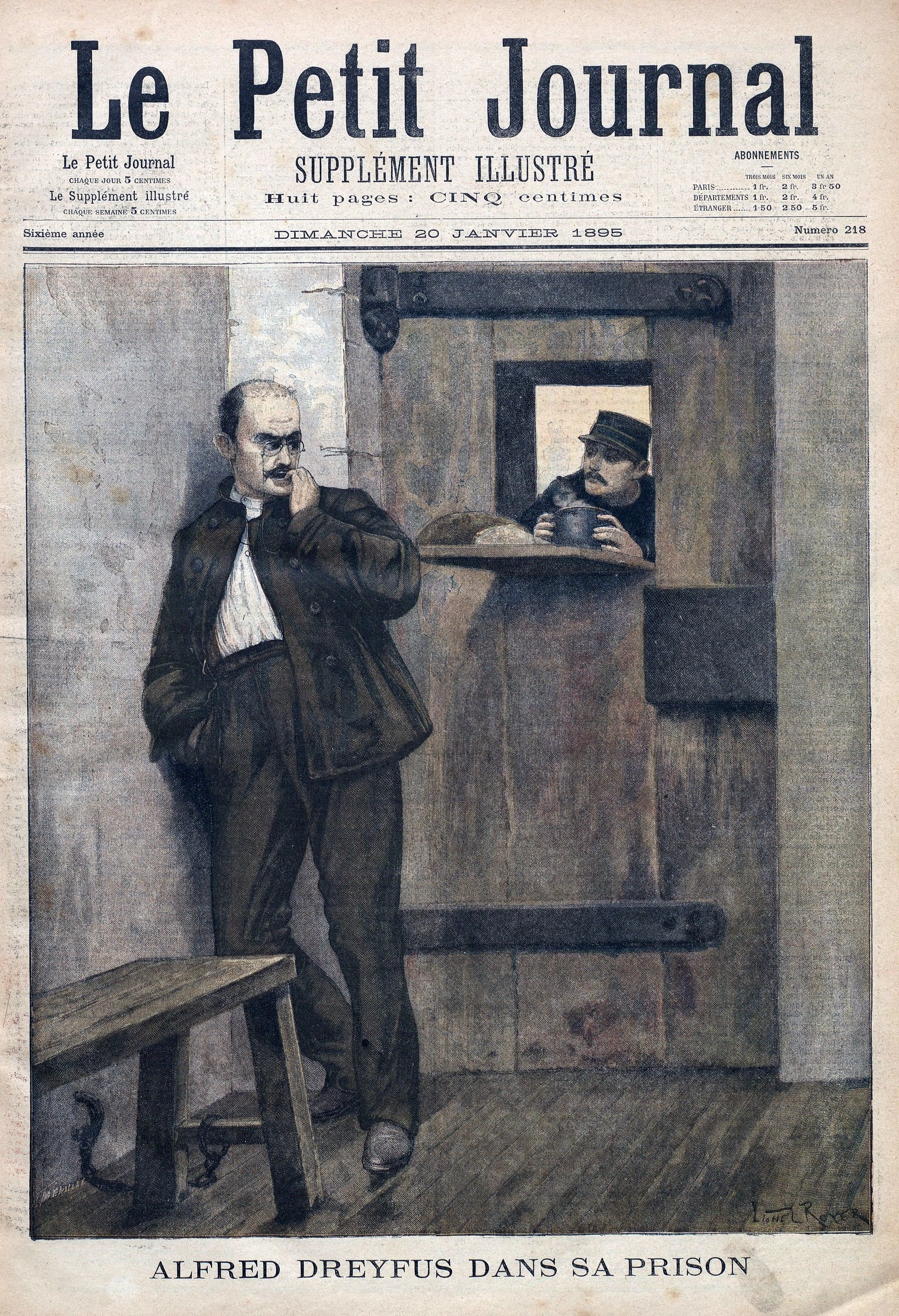
1895 Ausgabe Dreyfus-Affäre
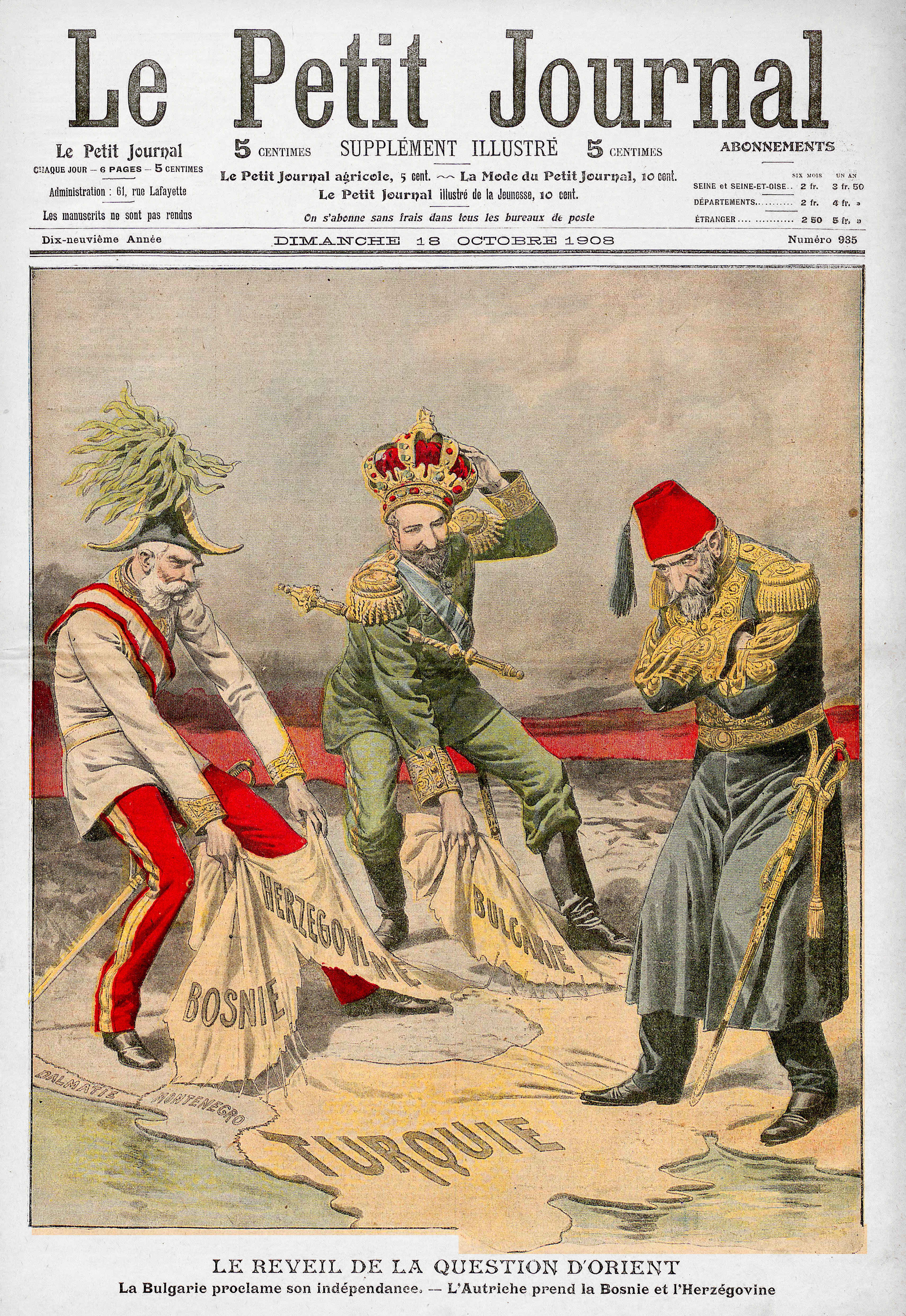
1908: Bosnische Annexionskrise, von links nach rechts: Kaiser Franz Joseph von Österreich-Ungarn, Zar Ferdinand von Bulgarien, Sultan Abdülhamid II.

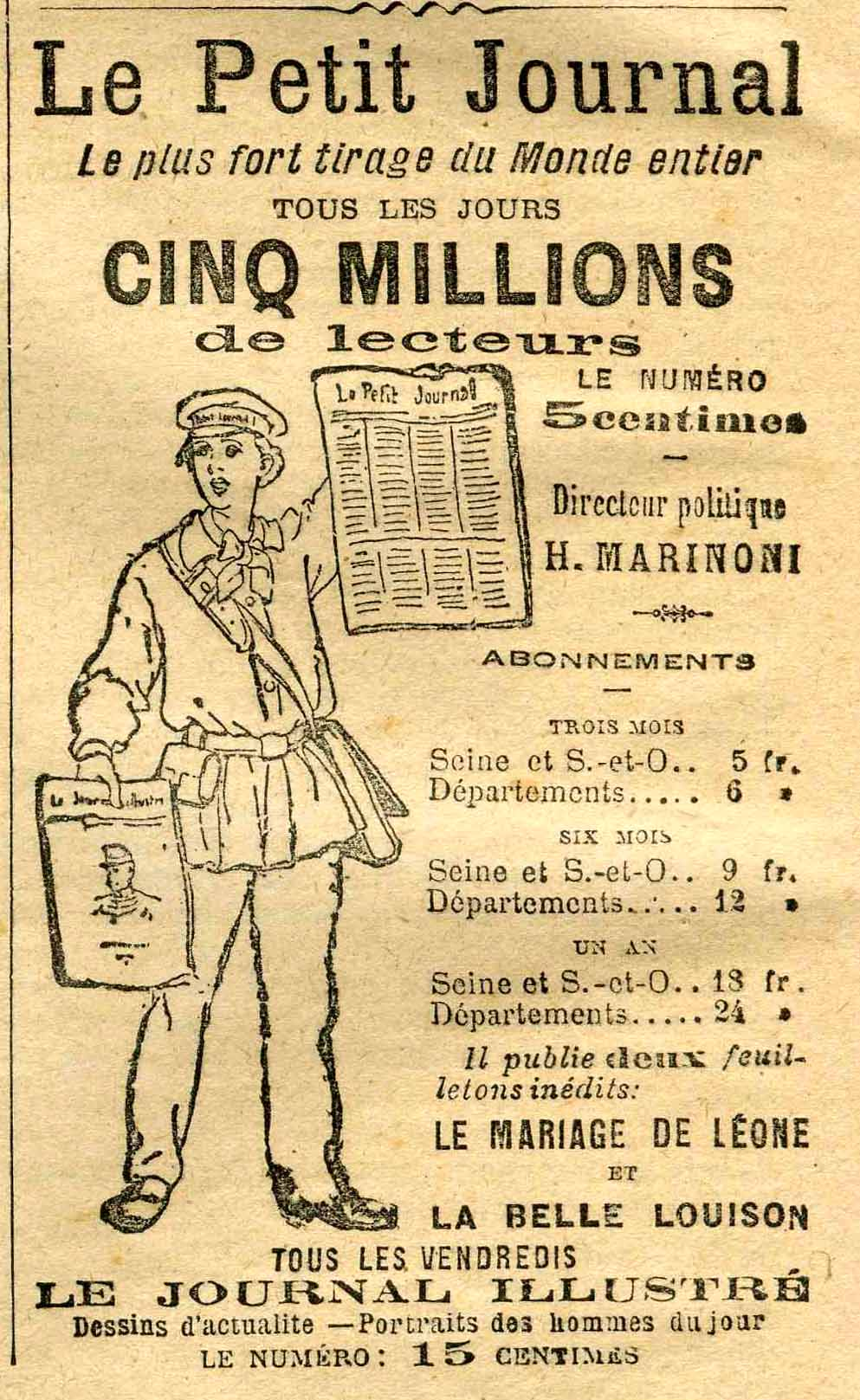
Anzeige von 1899: Das Petit Journal wirbt mit der größten Auflage der Welt und 5 Millionen Lesern

In den 1890er Jahren, auf dem Höhepunkt ihrer Popularität, hatte die Zeitung eine Auflage von mehr als einer Million Exemplaren.
Die Auflagezahlen von Le Petit Journal begannen ab 1898 zu schwinden. Seit 1936 war das Petit Journal Parteiorgan der rechtskonservativen nationalistischen Parti social français (P.S.F., Französische Soziale Partei). 1937 betrug die Auflage nurmehr 150.000 Exemplare. Trotz wiederholtem Sponsoring von Raymond Patenôtre, Verleger und später Minister für nationale Wirtschaft vom 10. April 1938 bis 15. September 1939 in der Regierung von Édouard Daladier, war der Rückgang in der Zeit zwischen den Weltkriegen akzentuiert. Als eigentliche Ursache des Auflagenrückganges wurde die engagierte Stellung des Chefredakteurs Ernest Judet gegen Dreyfus in der Dreyfus-Affäre genannt. Den Titel zierte der Wahlspruch « Travail, Famille, Patrie », den bereits der Croix de Feu genutzt hatte und der 1940 vom Vichy-Regime übernommen wurde. Ab 1940 wurde die Zeitschrift vom Vichy-Regime subventioniert und stellte 1944 ihr Erscheinen ein.
Bekannte Autoren und Redakteure der Zeitung waren: Albert Londres, René Hachette, Raymond Patenôtre, Saint-Paulien, Paul-Émile Victor, Daniel-Rops, Roger Vercel, Émile Gaboriau, Maxence Van der Meersch, Pierre Giffard und Ernest Judet.
Alle Ausgaben des Le Petit Journal sind in der Nationalbibliothek Frankreichs archiviert.